# Capitonius
Capitonius is een geslacht van insecten uit de orde vliesvleugeligen (Hymenoptera) en de familie schildwespen (Braconidae).

## Soorten
- C. amazonicus (Westwood, 1882)
- C. bellaptera Pitz, 2010
- C. bicolor (Szepligeti, 1904)
- C. bifasciatus Brulle, 1846
- C. boringi Pitz, 2010
- C. catemacoensis Pitz, 2010
- C. columbianus (Westwood, 1882)
- C. chontalensis (Cameron, 1887)
- C. filicornis (Cameron, 1887)
- C. flavusassumentum Pitz, 2010
- C. gerasinorum (Westwood, 1882)
- C. ghilianii (Spinola, 1851)
- C. lateventris Pitz, 2010
- C. negrolabiatus Pitz, 2010
- C. niger Pitz, 2010
- C. nigritus (Westwood, 1882)
- C. robertsonae Pitz, 2010
- C. rondoniaensis Pitz, 2010
- C. rufus (Braet, 2001)
- C. sarmientoi Pitz, 2010
- C. seltmannae Pitz, 2010
- C. senlura (Braet & van Achterberg, 2001)
- C. sexnotatus (Westwood, 1882)
- C. sharkeyi Pitz, 2010
- C. stramentopetiolus Pitz, 2010
- C. stramentosura Pitz, 2010
- C. subcrusta Pitz & Sharkey, 2007
- C. tenuiflagellum Pitz & Sharkey, 2007
- C. tricolor (Enderlein, 1920)
- C. tricolorvalvus Ent, 1999
- C. vegrandis Pitz & Sharkey, 2007
- C. venezuelaensis Pitz, 2010
- C. venustus Pitz, 2010